# Giacinto Gambirasio
Giacinto Gambirasio (Seriate, 11 ottobre 1896 – Seriate, 6 giugno 1971) è stato un imprenditore, politico e poeta italiano.

## Biografia
Giacinto Gambirasio, personalità eclettica della vita bergamasca, fu imprenditore, uomo politico, scrittore e poeta versatile, che lasciò un’impronta personale e propositiva nella realtà sociale, economica, culturale nei decenni che precedettero e seguirono la Seconda Guerra Mondiale.

### Vita privata
Figlio di un oste, di cui sarà sempre orgoglioso per aver appreso da lui ciò che conta veramente nella vita, orfano di madre a soli quattro anni, crebbe sereno in uno stretto rapporto con il padre, che gli trasmise spirito d'iniziativa, capacità comunicativa, straordinaria intuizione dell’animo umano. Di questa scuola familiare lasciò, tra le diverse testimonianze, la briosa poesia, Mé so nassit ostér. L’osteria da Papà Gambirasio rimase per molti anni il luogo di ritrovo conviviale dei suoi amici e colleghi e, quindi, la fucina di molte sue iniziative culturali e sociali.
Si diplomò ragioniere ancora diciassettenne e, poiché negli anni precedenti aveva maturato pratica presso una banca, fu subito assunto come amministratore presso l’azienda tessile Carsana di Bonate Sopra.
Allo scoppio della Prima Guerra Mondiale fu arruolato. Per lui fu l’occasione di ampliare i suoi orizzonti. Imparò l’esperanto e nel 1917 fondò il B.E.K. (Bergama Esperanto Klubo), il circolo di esperanto di Bergamo, attraverso il quale si mise in corrispondenza con esponenti di varie nazioni, entrò in affari con una ditta giapponese, divenne un esperantista di livello internazionale.
A 24 anni si sposò con la diciottenne Luisa Budelli, dalla quale ebbe quattro figli: Angelo, Enzo, Nella, Carla. Personalità forte e volitiva, esercitò la sua presenza educativa con carisma unito a profondo affetto, mantenendo la famiglia sempre molto unita e coinvolgendola nelle sue iniziative culturali e sociali.

### Attività lavorativa
Terminata la guerra, Giacinto Gambirasio intraprese diverse attività in vari settori economici e culturali. Il suo spirito imprenditoriale lo spingeva a cogliere le opportunità che offriva la ripresa postbellica. Nel 1922 fondò la Vetreria Prealpina. Poco dopo, con altri imprenditori, fondò la Società Anonima Industria Italiana Bottoni con stabilimento a Trescore Balneario, dove si lavoravano il corozo importato dall'America e il seme di palma “dum” proveniente dalle colonie italiane in Africa. Ne fu consigliere delegato per vent'anni, fino a quando le condizioni internazionali resero difficoltosa l’importazione delle materie prime. Nello stesso periodo fu nominato presidente e consigliere delegato della Bottoni Italiani Madreperla.
La sua attenzione non era rivolta solo all'attività produttiva, ma anche alla qualità di vita dei dipendenti che promuoveva sia facendo costruire per loro abitazioni confortevoli sia  con iniziative culturali che li voleva protagonisti più che spettatori di rappresentazioni teatrali e corali.

### Attività politica e amministrativa
Iscrittosi al Partito Popolare di don Sturzo, alle prime elezioni postbelliche fu eletto sindaco di Seriate a soli 23 anni, su proposta del parroco mons. Carozzi. Per la sua giovane età ricevette le congratulazioni personali del re Vittorio Emanuele III. Ricoprì la carica fino al 1924 quando, in seguito ad “atti di violenza personale” – come lui stesso scrisse nelle sue memorie –  fu costretto a dimettersi dopo aver rifiutato più volte le dimissioni “spontanee” richieste dal federale fascista Giacomo Suardi. Riprese la guida amministrativa di Seriate dopo il 25 luglio 1943, nominato Commissario Prefettizio. In questa veste, pubblicò il 2 agosto il manifesto CARI SERIATESI, nel quale invitava tutti ad abbandonare le ostilità politiche e a collaborare con spirito concorde per il bene comune. Il suo spirito pacificatore è ancor più ammirevole, se si considera che lui stesso fu arrestato per attività antifascista e rischiò la deportazione, esperienza raccontata con serenità e spirito conciliativo nel suo scritto Due mesi di carcere, pubblicato nel 1945, e nella raccolta di poesie e prose La bisaccia del cantastorie, 1946.
Contemporaneamente venne nominato Commissario dell’Unione Industriali di cui diverrà poi presidente.
Dal ’45 al ’52 fu eletto sindaco della Banca Provinciale Lombarda e dal ’53 ricoprì la stessa carica alla CA.RI.PLO. Dal ’46 al ’51 divenne presidente dell’Azienda Tramviaria di Bergamo, mentre dal ’47 al ’56 fu presidente della Camera di Commercio. Erano gli anni della ricostruzione postbellica ed egli ricopriva cariche che lo ponevano nei posti chiave della ripresa economica e industriale. Svolse in quegli anni un’attività frenetica perché le urgenze si affollavano sui suoi tavoli e richiedevano in tempi brevi soluzioni coordinate e rispondenti alle nuove esigenze sociali ed economiche. Le varie posizioni di responsabilità a livello provinciale gli permisero di guidare e progettare nuovi interventi con uno sguardo proiettato al futuro e in sinergia tra loro:
- Potenziamento e riorganizzazione della rete viaria, ferroviaria e aerea provinciale per favorire i trasporti e inserire più efficacemente la provincia di Bergamo nel sistema di scambi commerciali nazionali e internazionali: raddoppio dell’autostrada, elettrificazione e raddoppio della ferrovia Bergamo-Milano, apertura del valico tra la Val Brembana e la Valtellina, ampliamento dell’aeroporto militare di Orio al Serio ad uso civile, razionalizzazione della navigazione sul lago d’Iseo, ampliamento e ammodernamento del servizio tramviario della città. Fu portato a termine entro i suoi mandati ciò che dipendeva solamente dagli enti provinciali, mentre gli altri interventi richiesero tempi più lunghi di realizzazione;
- Opere di canalizzazione della media pianura e dell’Isola Bergamasca, zona tradizionalmente sottosviluppata, per incentivare la produzione agricola;
- Promozione di scuole e corsi di formazione per giovani operai, con l’intento di combattere la disoccupazione offrendo al mondo del lavoro maestranze preparate. Con questo intento diventò anche presidente dell’Istituto Professionale per il Commercio e consigliere d’Amministrazione dell’Istituto Industriale “P. Paleocapa” e dell’Istituto Professionale per l’Industria “C. Pesenti”; favorì pure la costruzione della Scuola per Maestranze Edili a Seriate; organizzò inoltre corsi di orientamento per emigranti;
- Maggiore flessibilità e adeguamento alle necessità dell’epoca dei regolamenti della Camera di Commercio con l’inclusione nella giunta, tra altri provvedimenti, delle rappresentanze dell’artigianato e dei coltivatori diretti. Tra le opere realizzate durante la sua presidenza, la più vistosa resta l’edificazione del Palazzo della Borsa Merci.

Lasciò l’Unione Industriali e la Camera di Commercio per un avvicendamento imposto da motivi politici, lasciando ai successori una situazione pronta a cogliere il boom economico degli Anni Sessanta.

### Attività letteraria

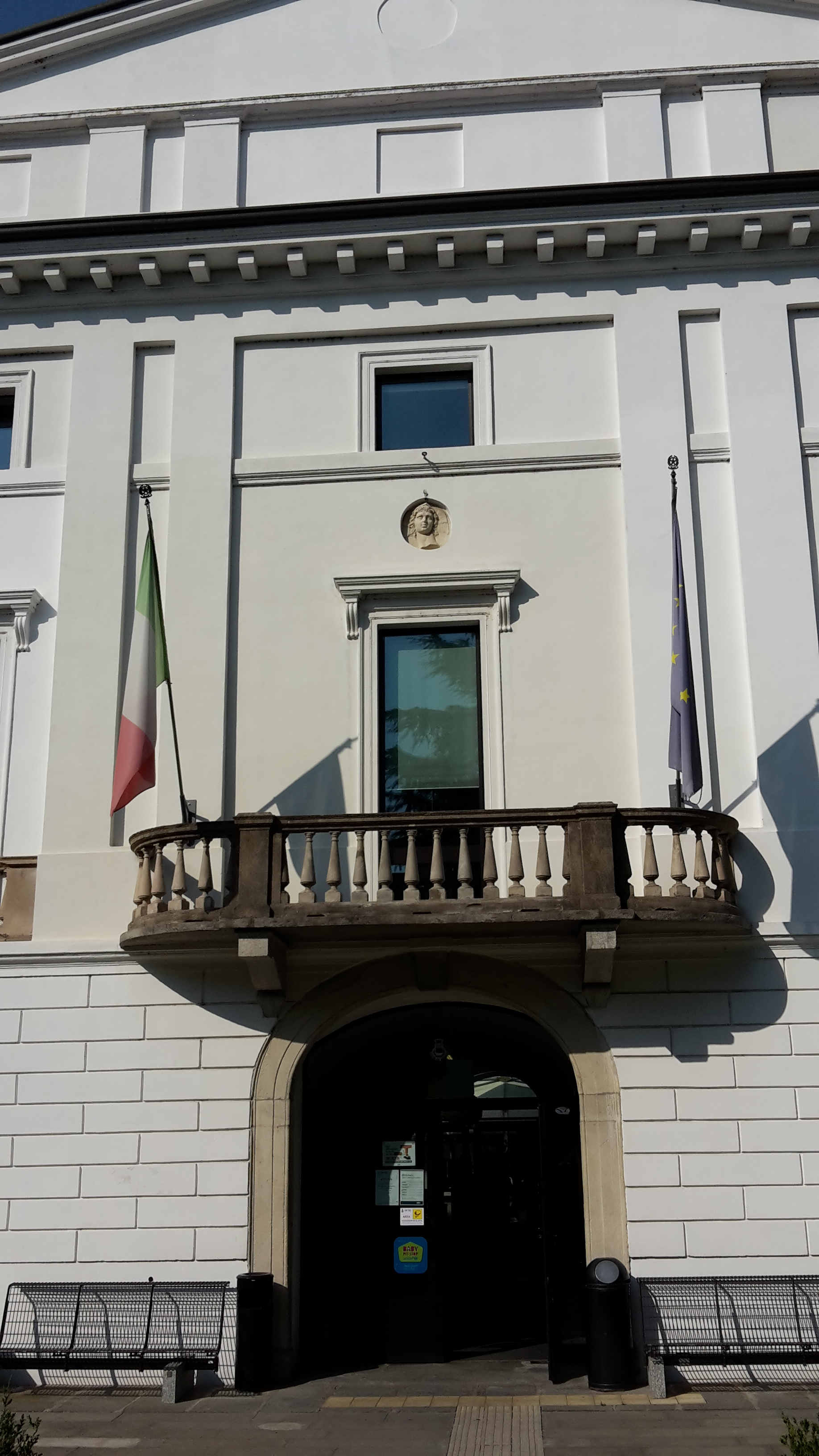
Villa Guerrinoni a Seriate, sede della biblioteca comunale intitolata a Giacinto Gambitasio

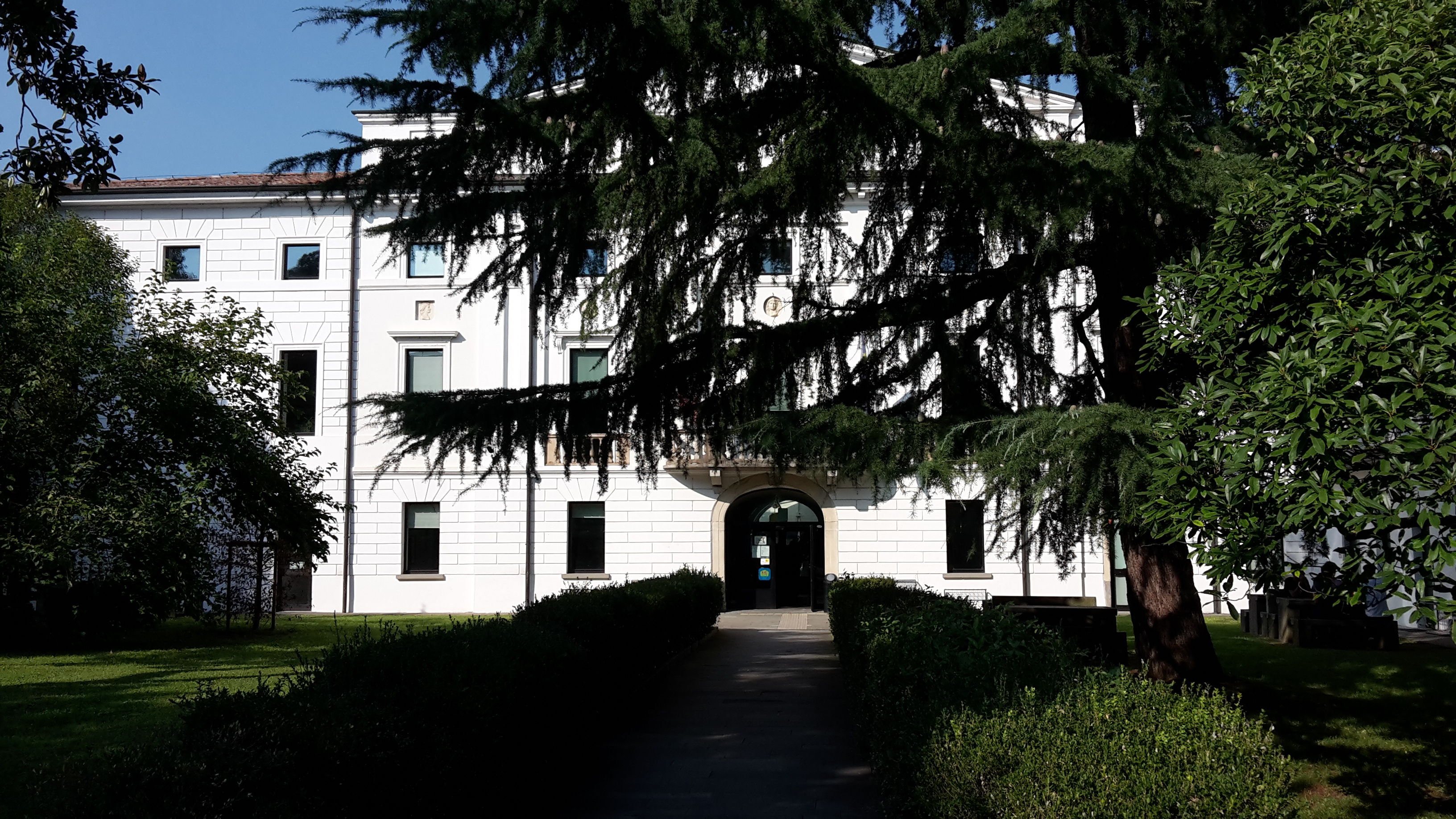
Villa Guerrinoni a Seriate, facciata

Copiosa rimane la sua attività di poeta e scrittore, sia in vernacolo che in italiano. La sua vena letteraria si manifesta durante il Fascismo, quando, costretto ad allontanarsi dall'impegno politico, riversa i suoi interessi nella valorizzazione delle tradizioni bergamasche. Verso la fine degli Anni Venti del secolo scorso si iscrive al Ducato di Piazza Pontida, sodalizio nato con lo scopo di mantenere vivo il dialetto e il folclore bergamasco. Nel 1933 si iscrive all'Albo dei Giornalisti Pubblicisti. Diventa direttore del “Giornale Ufficiale”, organo del Ducato; dirige il settimanale “Giopì”, foglio satirico bergamasco edito dal 1891, attraverso il quale pubblica gli scritti degli amici del Ducato e sul quale lui stesso libera il suo spirito arguto e burlone, al punto da vedersi chiudere per due volte la redazione dalle autorità fasciste che non gradivano le sue punzecchiature ironiche. Di questo periodo è il dittico, poi inciso sul camino della sede quando il giornale riaprirà dopo la Liberazione, che esprime lo spirito bergamasco, poco incline a scoppi impulsivi, ma indomito e pronto a riaccendersi in tempi più favorevoli.
Caràter de la rassa bergamasca:
fiama de rar; sota la sènder brasca.
Fu questo il periodo più prolifico della sua vena poetica che trova impulsi nel clima fraterno creatosi tra artisti e intellettuali del Ducato, tra cui lo storico Bortolo Belotti, il penalista Sereno Locatelli Milesi, l'ingegnere Luigi Angelini.
Nel 1939 fondò la casa editrice Edizioni Orobiche, nel 1945-46 diresse il periodico milanese “Pro Familia”, nel 1957 fondò il quindicinale “La Penna” che diresse fino alla sua morte, mentre per dieci anni presiedette la giuria del Premio “Penna d'Oro” di Gromo, voluto dalle sorelle De Marchi riservato alla poesia dialettale bergamasca.
Le sue copiose poesie in vernacolo, spesso facete ed estemporanee, sapevano pure esprimere sentimenti sofferti e delicati, partecipi del dolore umano, tanto da ricevere l'onore di essere l'unico poeta bergamasco incluso da Pier Paolo Pasolini nella sua antologia Poesia dialettale del Novecento.
Tra le raccolte più significative, non sono da dimenticare La bisaccia del perditempo, 1935, dove si esaltano i sentimenti patrii e le usanze bergamasche, tra cui la celebre Canzone della polenta, ma si ritrovano componimenti più intimistici, come la lirica Nostalgia e L'osteréa di tri Gobb, e La bisaccia del pellegrino, dove compaiono stupendi ritratti delle persone più care, confidenze, affetti e sentimenti religiosi.

## Opere
- La bisaccia del giramondo (1930)
- Garibaldi (1932)
- La bisaccia del perditempo (1935)
- Dodici sonetti per ridere (1940)
- La bisaccia del pellegrino (1942)
- La bisaccia del cantastorie (1946)
- Stòria d'öna s-cèta de Bèrghem (Storia di una ragazza di Bergamo) (1953)
- Preghiere (1957)
- Sale e pepe (1957)
- Rime conviviali (1963)
- Rime facete (1969)